# 花茂
花 茂（か も、生年不詳 - 1397年）は、元末明初の軍人。本貫は無為州巣県。

## 生涯
元末の乱のときに陳埜先に従い、朱元璋に帰順した。江東の平定や陳友諒の討滅に従軍した。洪武初年、河南・山西・陝西の平定に従った。功績を重ねて武昌衛副千戸に任じられた。1371年（洪武4年）、夏を討ち、瞿塘関を攻略し、重慶に入った。広西に転戦し、左江・右江および田州を下した。神策衛指揮僉事に進み、広州左衛を監督した。陽春・清遠・英徳・翁源・博羅の諸山寨の少数民族や東莞・龍川諸県の民衆反乱を平定し、指揮同知に進んだ。電白・帰善の反乱を平定し、都指揮同知に転じ、世襲指揮使とされた。連州や広西・湖広の瑤族の反乱軍をたびたび殲滅した。東莞・筍岡諸県の逃戸が海上の島に居住して海賊行為を繰り返していたことから、かれらを帰順させて兵籍に編入するのを許可するよう上奏した。また山に隣接する沿海の地に広海・碣石・神電など24衛所を設置するよう請願した。花茂は城を築き池を浚渫して衛所の防備を固め、海島に隠れた無戸籍の人々を集めて軍に編入した。山海の要害の地に堡を立てて軍を駐屯させ、それらを報告して許可を得た。都指揮使に進んだ。1397年（洪武30年）、死去した。安徳門に葬られた。

## 子女
- 花栄（長男、指揮使の職を嗣いだ）
- 花英（次男、父に似て剛毅果断な人物で、軍功により広東都指揮使となり、永楽年間に名声があった）